# Homalomena
Homalomena, biljni rod iz porodice kozlačevki smješten u tribus Homalomeneae. Postoji 145 priznatih vrsta iz tropske i suptropske Azije i zapadnog pacifika
To su zimzelene vrste, obično aromatične (s mirisom anisa) biljke, stabljika kratka, zračna, rjeđe drvenasta ili hipogealna.

## Vrste
1. Homalomena adiensis A.Hay
2. Homalomena aeneifolia Alderw.
3. Homalomena agens Kurniawan & P.C.Boyce
4. Homalomena ardua P.C.Boyce & S.Y.Wong
5. Homalomena argentea Ridl.
6. Homalomena aromatica (Spreng.) Schott
7. Homalomena asmae Baharuddin & P.C.Boyce
8. Homalomena asperifolia Alderw.
9. Homalomena atroviridis Engl. & K.Krause
10. Homalomena atrox P.C.Boyce, S.Y.Wong & Fasih.
11. Homalomena baangongensis L.S.Tung & Y.C.Hoe
12. Homalomena batoeensis Engl.
13. Homalomena bellula Schott
14. Homalomena benedikii S.Y.Wong & P.C.Boyce
15. Homalomena burkilliana Ridl.
16. Homalomena caput-gorgonis S.Y.Wong & P.C.Boyce
17. Homalomena cataractae S.Y.Wong & P.C.Boyce
18. Homalomena clandestina P.C.Boyce, S.Y.Wong & Fasih.
19. Homalomena cochinchinensis Engl.
20. Homalomena confusa Furtado
21. Homalomena consobrina (Schott) Engl.
22. Homalomena cordata Schott
23. Homalomena corneri Furtado
24. Homalomena cowleyae P.C.Boyce & S.Y.Wong
25. Homalomena cristata Alderw.
26. Homalomena curtisii Ridl.
27. Homalomena curvata Engl.
28. Homalomena davidiana A.Hay
29. Homalomena debilicrista Y.C.Hoe
30. Homalomena distans Ridl.
31. Homalomena doctersii Alderw.
32. Homalomena electra P.C.Boyce & S.Y.Wong
33. Homalomena elegans Engl.
34. Homalomena elegantula A.Hay & Hersc.
35. Homalomena expedita A.Hay & Hersc.
36. Homalomena gadutensis M.Hotta
37. Homalomena galbana Baharuddin & P.C.Boyce
38. Homalomena gastrofructa Y.C.Hoe, S.Y.Wong & P.C.Boyce
39. Homalomena gaudichaudii Schott
40. Homalomena gempal Kartini, P.C.Boyce & S.Y.Wong
41. Homalomena giamensis L.S.Tung, S.Y.Wong & P.C.Boyce
42. Homalomena gillii Furtado
43. Homalomena griffithii (Schott) Hook.f.
44. Homalomena hainanensis H.Li
45. Homalomena hanneae P.C.Boyce, S.Y.Wong & Fasih.
46. Homalomena hasei P.C.Boyce & S.Y.Wong
47. Homalomena hastata M.Hotta
48. Homalomena havilandii Ridl.
49. Homalomena hendersonii Furtado
50. Homalomena hooglandii A.Hay
51. Homalomena humilis (Jack) Hook.f.
52. Homalomena hypsiantha P.C.Boyce & S.Y.Wong
53. Homalomena ibanorum S.Y.Wong & P.C.Boyce
54. Homalomena imitator P.C.Boyce & S.Y.Wong
55. Homalomena impudica Hersc. & A.Hay
56. Homalomena insignis N.E.Br.
57. Homalomena jacobsiana A.Hay
58. Homalomena josefii P.C.Boyce & S.Y.Wong
59. Homalomena kalkmanii A.Hay
60. Homalomena kelungensis Hayata
61. Homalomena kiahii Furtado
62. Homalomena kionsomensis Kartini, P.C.Boyce & S.Y.Wong
63. Homalomena korthalsii Furtado
64. Homalomena kualakohensis Zulhazman, P.C.Boyce & Mashhor
65. Homalomena lambirensis S.Y.Wong & P.C.Boyce
66. Homalomena lancea Ridl.
67. Homalomena lancifolia Hook.f.
68. Homalomena latifrons Engl.
69. Homalomena lauterbachii Engl.
70. Homalomena limnogena P.C.Boyce & S.Y.Wong
71. Homalomena lindenii (Rodigas) Ridl.
72. Homalomena longipes Merr.
73. Homalomena magna A.Hay
74. Homalomena major Griff.
75. Homalomena marasmiella Kartini, P.C.Boyce & S.Y.Wong
76. Homalomena matangae Y.C.Hoe, S.Y.Wong & P.C.Boyce
77. Homalomena megalophylla M.Hotta
78. Homalomena melanesica A.Hay
79. Homalomena metallica (N.E.Br.) Engl.
80. Homalomena minor Griff.
81. Homalomena minutissima M.Hotta
82. Homalomena mobula P.C.Boyce & S.Y.Wong
83. Homalomena monandra M.Hotta
84. Homalomena montana Furtado
85. Homalomena mutans P.C.Boyce & S.Y.Wong
86. Homalomena niahensis P.C.Boyce
87. Homalomena nigrescens (Schott) Engl.
88. Homalomena nutans Hook.f.
89. Homalomena obovata Ridl.
90. Homalomena obscurifolia Alderw.
91. Homalomena occulta (Lour.) Schott
92. Homalomena ovalifolia (Schott) Ridl.
93. Homalomena ovata Engl.
94. Homalomena padangensis M.Hotta
95. Homalomena palawanensis Engl.
96. Homalomena passa S.Y.Wong & P.C.Boyce
97. Homalomena peekelii Engl.
98. Homalomena pendula (Blume) Bakh.f.
99. Homalomena philippinensis Engl.
100. Homalomena pineodora Sulaiman & P.C.Boyce
101. Homalomena plicata P.C.Boyce & S.Y.Wong
102. Homalomena pontederifolia Griff. ex Hook.f.
103. Homalomena producta A.Hay
104. Homalomena prolixa S.Y.Wong & P.C.Boyce
105. Homalomena pseudogeniculata P.C.Boyce & S.Y.Wong
106. Homalomena pulleana Engl. & K.Krause
107. Homalomena punctulata Engl.
108. Homalomena pyrospatha Bogner
109. Homalomena robusta Engl. & K.Krause
110. Homalomena rostrata Griff.
111. Homalomena rubescens (Roxb.) Kunth
112. Homalomena rusdii M.Hotta
113. Homalomena sarawakensis Ridl.
114. Homalomena saxorum (Schott) Engl.
115. Homalomena schlechteri Engl.
116. Homalomena scortechinii Hook.f.
117. Homalomena scutata S.Y.Wong & P.C.Boyce
118. Homalomena selaburensis P.C.Boyce & S.Y.Wong
119. Homalomena sengkenyang P.C.Boyce, S.Y.Wong & Fasih.
120. Homalomena silvatica Alderw.
121. Homalomena simunii Kartini, P.C.Boyce & S.Y.Wong
122. Homalomena singaporensis Regel
123. Homalomena soniae A.Hay
124. Homalomena squamis-draconis S.Y.Wong & P.C.Boyce
125. Homalomena steenisiana A.Hay
126. Homalomena stella P.C.Boyce & S.Y.Wong
127. Homalomena stollei Engl. & K.Krause
128. Homalomena stongensis Zulhazman, P.C.Boyce & Mashhor
129. Homalomena striatieopetiolata P.C.Boyce & S.Y.Wong
130. Homalomena subcordata Engl.
131. Homalomena succincta S.Y.Wong & P.C.Boyce
132. Homalomena symplocarpifolia P.C.Boyce, S.Y.Wong & Fasih.
133. Homalomena tenuispadix Engl.
134. Homalomena terajaensis S.Y.Wong & P.C.Boyce
135. Homalomena tirtae Asih, Kurniawan & P.C.Boyce
136. Homalomena treubii Engl.
137. Homalomena truncata (Schott) Hook.f.
138. Homalomena vagans P.C.Boyce
139. Homalomena velutipedunculata Y.C.Hoe, S.Y.Wong & P.C.Boyce
140. Homalomena vietnamensis Bogner & V.D.Nguyen
141. Homalomena vittifolia Kurniawan & P.C.Boyce
142. Homalomena vivens P.C.Boyce, S.Y.Wong & Fasih.
143. Homalomena wallichii Schott
144. Homalomena wongii S.Y.Wong & P.C.Boyce
145. Homalomena zollingeri Schott

## Sinonimi
- Chamaecladon Miq.
- Curmeria Linden & André
- Cyrtocladon Griff.
- Diandriella Engl.
- Homalonema Endl.
- Spirospatha Raf.